# Łaziska (powiat Opolski)
Łaziska is een dorp in het Poolse woiwodschap Lublin, in het district Opolski (Lublin). De plaats maakt deel uit van de gemeente Łaziska en telt 560 inwoners.